# Martin Broughton
Martin Broughton (nacido en 1947) es un empresario británico , presidente de British Airways y expresidente de Liverpool Football Club. Es también el Presidente de Diputado de CBI (sirviendo como Presidente desde 2007 hasta 2009).

## Presidente de British Airways
Martin Broughton trabajó en British Airways como presidente sin poderes ejecutivos. En mayo de 2000 fue nombrado vicepresidente en noviembre de 2003 y fue nombrado presidente y ejecutivo en julio del 2004.
El 10 de abril de 2010, anunciaron que Martin Broughton iba a ser el siguiente presidente del Liverpool FC. El 16 de abril, se confirmó que era el nuevo presidente.